# Пеладжо Паладжи
Пелàджо Палàджи (или Пеладжи, също и Филѝпо Пелàджи Палàджи) (на италиански: Pelagio Palagi, anche Pelagi o Filippo Pelagi Palagi) е италиански художник, скулптор, архитект, дизайнер на мебели, интериорен декоратор и колекционер на антики.

## Биография

### Болоня
Паладжи е роден на 25 май 1775 г. в Болоня, Папската държава. Той е син на Микеле Франческо Балдасаре и Джулиана Рафанини.
Доста млад започва да изучава архитектура, перспектива, фигурна и портретна живопис, и да развива колекционерска страст благодарение на своя покровител и меценат – граф Карло Филипо Алдрованди, колекционер и ерудит.
Паладжи се занимава с изучаването на гравюрите на Джовани Батиста Пиранези и си служи умело с перспективата, за което е свидетелство ранното му темперно платно Сцена с арка над вода от около 1790 г.
От 1798 до 1799 г. следва в Свободната школа на голата човешка фигура (Scuola libera del Nudo) към Художествена академия „Клементина“ в Болоня. Печели на два пъти Награда „Фиори“ с две рисунки с червен молив, изобразяващи Херакъл в покой и Аполон, все още запазени там.
През 1802 г. присъства на срещите на т. нар. „Академия на мира“ (Accademia della Pace), основана от Феличе Джани около 1789 г. и замислена не като школа, а като тайна вечеря на художници.
През 1803 г. е избран за член на Консултативната комисия за обновяване на сградите за обществено образование заедно с други художници от района на Болоня като Франческо Розаспина, Джакомо Роси, Джакомо Де Мария и Джован Батиста Мартинети.
Същата година е назначен за академик във възстановената Национална художествена академия на Болоня – наследница на Клементиновата академия, затворена по време на наполеоновата окупация. По желание на Алдрованди – член на Сената и представител на временното правителство на Болоня Паладжи създава проекти на униформи на Директорията, на медали и емблеми със символите на Свободата и Равенството, на карти и визитки.
След като получава поръчки от нововъзникналата класа, той проектира погребалните паметници на Едоардо Пеполи (1801 г.) – първата му обществена поръчка, на Джироламо Болонини Аморини (1803 г.) и на Луиджи Сампиери (1804 г.) за Монументалното гробище на Чертога на Болоня.
През 1805 г. украсява чрез платна и фрески интериора на различни благороднически къщи в Болоня като тези на семействата Коспи, Алдини и Годацини.

### Рим
Паладжи се мести в Рим през 1806 г., за да завърши обучението си в Академия „Сан Лука“ през 1815 г., където се доближава до Неокласицизма. По онова време в града пребивават творци като Антонио Канова и Жан Огюст Доминик Енгър, които, заедно с Томазо Минарди, главен герой на бъдещото Пуристко движение, оказват влияние върху творчеството му през следващите години.
В Рим той се сдружава и с различни художници, особено с Джузепе Гуицарди и Луиджи Ричардели, с които в края на 1806 г. заминава за Гротаферата, за да изследва стенописния цикъл на Доменикино на стените на параклиса Фарнезе в гръцкото абатство на Св. Нил.
Също през същата година получава поръчка от Алдрованди да нарисува голямо маслено платно със Сватбата на Ерос и Психея, представено на годишната изложба на Академията за изящни изкуства в Болоня през 1808 г.
В Рим Паладжи вероятно е ученик на Винченцо Камучини. Това не е потвърдено от всички съвременни текстове, но няма съмнение, че героичният историцизъм на римския художник повлиява дълбоко на неговия стил, както в портретната живопис, в който Паладжи прави внимателен анализ на физиономичните характеристики на моделите, така и в изобразяването на историята и в пейзажната живопис, което го кара да провежда внимателни проучвания на източниците на древната история и да изучава природата. Израз на това са картините Портретът на Джузепе Гуицарди в антична дреха (1807), Леонид осъжда Клеомброт (1807 – 1810), Сватбата на Ерос и Психея (1808), Марий в Минтурно (1809 – 1810), Ила и нимфите (1810 – 1811) и важните творби за Топографския кабинет в Двореца Куиринале (1811 – 1813), сред които платното Цезар диктува на 4-ма секретари и за Галерията на Тезей в Палат Кастелези в Рим (1813 – 1815).
Между 1808 и 1809 г. той рисува маслено платно с прегърнатите Сафо и Родопа, което разкрива как влиянието на римската живопис върху Паладжи се проявява и в един произхождащ от Микеланджело Буонароти Маниеризъм, очевиден в анатомията и позите на фигурите; към това трябва да се добави и вкусът към Енгър, разпространяващ в Рим след пристигането на френския художник през 1806 г.
В онези години Паладжи създава фантастични гледки на Рим и неговата провинция (като напр. Клоатър с красиви хълмове, езеро и малък гръцки храм, ок.1807 – 1810), в които главният герой е природата в хармония с класическата архитектура, а човешките фигури са на заден план.
През 1810 г. рисува портрета на нумизматика Гаетано Катанео, негов приятел и печели златен медал на Парижкия салон с масленото си платно Марий в Минтурно.
През 1812 г. Пеладжи заедно с други художници като Винченцо Камучини, Феличе Джани и Жан Огюст Доминик Енгър участва в декорацията на залите за настаняване на Наполеон I и неговото семейство в Палацо дел Куиринале. За работния кабинет на Наполеон Паладжи рисува платното Цезар, който диктува на 4четиримата си секретари, което към 2019 г. се намира на свода на Музикалната зала на двореца.
През 1813 г. става член на Академия Сан Лука и инспектор на Италианската академия на палат Венеция със задачата да следи дейността на младите пансионери на Академиите на Кралство Италия в Рим. Заедно с президента на Академията Антонио Канова успява да събере най-представителните млади художници на италианския неокласицизъм като Феличе Джани, Гаспаре Ланди и Винченцо Камучини. Римският опит му служи за задълбочаване на археологическите и колекционерски му интереси, узрели в Болоня през младежките му години благодарение на енциклопедичната културна среда на Карло Филипо Алдрованди.
През същата година му е възложено да нарисува стенописите, изобразяващи Подвизите на Тезей и Алегориите (загубени) за варелния свод на Галерията на палат Джовани Торлония на пл. „Венеция“, разрушен през 1901 г. Цикълът е завършен през 1814 г. от Франческо Айец, който казва, че е научил за употребата на перспективата именно от Паладжи.

### Болоня
През 1815 г., по време на краткия си престой в Болоня, Пеладжи рисува Портрет на сем. Инсом, което бележи прехода от портрета на Неокласическата епоха към буржоазния портрет, характерен за епохата на Реставрацията.

### Милано
През 1815 г. Паладжи се мести в Милано, където работи до 1832 г. През същата година той става член на Етруската академия в Кортона.
През 1819 г. е назначен за член на Академията за изящни изкуства в Милано, известна като Академия за изящни изкуства „Брера“, където излага почти ежегодно творбите си от 1820 до 1831 г. и през 1834 и 1840 г.
През 1821 г. е назначен за член на Академията за изящни изкуства в Карара.
В Милано Паладжи се среща с Франческо Айец, най-големият интерпретатор на романтичния обрат на ломбардското изкуство. През 1823 г. двамата довършват незавършените стенописи на Андреа Апиани в Зала дела Лантерна в Кралския дворец в Милано с епизоди от римската история. Те са унищожени по време на англо-американската бомбардировка през 1943 г. Срещата с Айец го кара да търси компромис между историко-романтичната живопис и уроците на неокласицизма и така се появяват картините Джан Галеацо Сфорца, посетен в Павия от Шарл VIII, Густав Адолф, крал на Швеция, който получава клетвата за вярност от Генералните щати към дъщеря му Кристина, Сикст V не припознава семейството и Защитата на Матео Висконти, изложени в Пинакотека „Брера“ между 1821 и 1830 г., както и Отвличането на сабинянките (1823 – 1825). Айец въвежда Паладжи в нов романтичен стил и така се раждат картини със средновекна тематика като Оромбело и Беатриче ди Тенда в замъка на Бинаско (1845 – 1850) и реалистични пейзажи като Брегът на езерцето на градината на Дезио (1828).
През 20-те г. на 19 век Пеладжи основава своя частна академия в Милано в бившата църква на Св. Винченцино на ул. Камперио, която остава отворена до 1834 г. Сред учениците му са Витале Сала от Чернуско Ломбардоне, Карло Белозио от Беладжо, Сиджизмондо Напи, Чезаре Боромео, Рафаеле Антонджина, Луиджи Фонтана, Джовани Батиста Айраги, Амброджо Рива, Карло Джероза, Джовани Пагани, Луиджи Дзуколи и Гаетано Барабини.
В центъра на Ломбардия поръчките от частни клиенти са по-големи и по-стимулиращи от тези в Рим и това го кара да се отдаде на портретната живопис и по-специално – на рисуването на портрети на Джузепе Боси и на Андреа Апиани. Сред частните и обществените си клиенти се утвърждава като портретист на главните герои на Реставрацията. Сред произведенията му от 20-те год. на 19 век се причисляват Портрет на полковник граф Франческо Арезе Лучини в кабинета му (1817), Портрет на граф Луиджи Аркинто (1817), Портрет на Франц I Австрийски (1817), Портрет на майор Пиетро Латуада (1822), Портрет на Кристина Аркинто Тривулцио (1824), Нютон наблюдава пречупването на светлината в сферичните тела на сапунени мехури (1824 – 1827) и Портрет на балерината Карлота Шабер като Диана (1828 – 1830).

В Мадоната с Младенеца, изложена в Пинакотека „Брера“ през 1825 г., и в картината Св. епископ на Новара Адалгиз, който дарява имотите си на канониците на катедралата (1830 – 1832), разположена над олтара на църквата на Св. Гауденций в Новара, Паладжи се позовава по-категорично на Гуидо Рени.
През 1828 г. той става почетен член на Университета в Бреша и академичен професор във Академията за изящни изкуства във Флоренция. През 1831 г. е избран за член-кореспондент в класа по рисуване на Академията за изящни изкуства в Милано. През същата година граф Франческо Теодоро Арезе.
През 30-те г. Паладжи получава две поръчки за архитектурни, декоративни и скулптурни интервенции в благороднически имения: палат Арезе-Бетлен в Милано и Вила „Кузани Титони Траверси“ в Дезио. През 1828 г. граф Франческо Теодоро Арезе закупува част от бувшия манастир на Св. Агостин Неро и голямата му градина и моли Паладжи да ги превърне в благородническо имение, което той прави в неокласически стил.
В периода 1834 -1846 г. Паладжи създава монументалните фасади на вила Тритони Траверси, разделени на три реда с колонада и фронтон с тимпан към парка. Паладжи се старае да запази непокътнато централното жилищно тяло на вилата, от което само пренарежда няколко стаи на приземния етаж. Все пак напълно събаря страничните крила, като ги реконструира по-удължено и в по-задно положение, така че да увеличи размера на двора в сравнение с чугунената ограда. Той се възползва от помещенията на съседния бивш манастир на Св. Франциск за музейни цели и построява неоготическа кула, вдъхновена от камбанарията на абатството на Киаравале, в която се е помещавала важна колекция от антични надгробни паметници, скулптури и др., започната от маркиз Куизани и продължена от адвокат Траверси.

### Торино
Славата му на архитект, интериорен декоратор, скулптор, дизайнер на мебели и художник достига до крал Карл Алберт, който през 1832 г. го моли да оглави проекта за декорация на Кралския замък в Ракониджи и Паладжи се мести в Торино.

През 1834 г. Карл Алберт го назначава за директор на изобразителните и декоративни програми на кралските резиденции, както и за директор на Орнаменталната катедра на Академията за изящни изкуства „Албертина“. Той се занимава с археологически и нумизматични колекции и култивира интереса си към древната култура (Древен Рим, Древна Гърция, Древен Египет и етруските). 
От 1835 г. се посвещава на художествените и декоративните проекти за реставрация на Кралското имение Поленцо и за модернизацията на Кралския дворец в Торино, продължили до сред. на 40-те год. на 19 век.
В Кралския дворец се грижи за модернизацията и обновяването на някои зали в областта на архитектурата, живописта, декорацията, като координира десетки художници. В някои от неговите мебели са нарице орнаментални ексцесии, характерни за бароковите парадни мебели, а в други – стилове като Неокласицизъм, Помпейски стил, Първа империя („Шарл X“). В мебелите за частни помещения декорацията е по-дискретна и в тях е предпочетена инкрустацията, като така те придобиват елегантна функционалност на употреба в хармония с буржоазния вкус на времето. Пеладжи проектира и неоготическо обзавеждане – стил, подкрепян от Карл Алберт.
Негови творби в Торино са оградата на Кралския дворец (1840), украсата на Балната му зала (1834 -1840), напр. с картината на Триумфът на Аполон (1958), обновяването на аулата и авансцената на Кралския театър (1837 г., разрушен при пожар през 1936); бронзовият паметник на Амадей VI, наречен „Зеления граф“ (1844 – 1847, открит през 1853).
В сред. на 30-те год. на 19 век в парка на Замъка в Ракониджи Пеладжи изгражда Комплекс „Маргерие“ (Complesso delle Margherie) – един от първите примери за неоготическа архитектура в Италия. Етруският кабинет (1834) в самия замък, предназначен за частен кабинет на Карл Алберт, е създаден от мебелировчика Габриеле Капело, известен като „Монкалво“, по скици на Паладжи и е представен с голям успех на Универсалното изложение в Лондон през 1851 г.
През 1837 г. прави дизайна на пода на базиликата на Св. Гауденций в Новара,чиято скица се намира в Общинската библиотека на Архигимназията в Болоня.
През 1839 г. завършва подготвителната рисунка за голямата маслена картина за тавана на Балната зала на Кралския дворец. Тя е създадена през 1858 г. и носи дългото дидактическо заглавие: „С помощта на боговете, служейки си с честни удоволствия, разкрасени от ученията на щастливите музи, минават часовете в крак с хармоничното движение на времето“.
През 1841 г. завършва подготвителните си чертежи за стенописите с Алегориите на буквите, науката и изкуствата за свода на библиотеката на Кралския дворец в Торино, впоследствие осъществени от Анджело Моя и Марко Антонио Трефоли.
През 1845 г. става „член на изкуствата" на Академията за изящни изкуства във Венеция и довършва масленото платно Светото семейство със Св. Джованино за олтара на частния параклис на име Pregadio към Залата за аудиенции на Кралския дворец в Торино.
През 1853 г. е открит паметникът на Зеления граф на пл. „Палацо ди читà“ в Торино, изработен от бронз повече от 10 г. след проекта на Паладжи.
През 1856 г., с указ на крал Виктор Емануил II Паладжи е освободен от всички длъжности, получава пенсия и правото да носи титлата „Кралски художник“.
Умира в Торино, Сардинско кралство, на 6 март 1860 г. на 84-годишна възраст. Няколко дни преди смъртта си съставя завещание, с което завещава на Община Болоня всичките си предмети на изкуството и антики, медали, библиотека, архив и рисунки. Материалите от библиотеката, архивът, рисунките и гравюрите сега се съхраняват в Общинската библиотека на Архигимназията, а колекциите от антики са разделени между Градския археологически музей и Градския средновековен музей на Болоня.

## Произведения

### Платна

#### Съхранени в Общинските художествени колекции наБолоня
- Сцена с арка във вода (Scena. Un arco a caduta d'acqua), около 1790 г., незавършено темперно платно, първа картина на автора
- Смъртта на Цезар (La morte di Cesare), маслено платно, 1793 – 1799 г., вероятен автор. За автор се смята Винченцо Камучини
- Готически интериор (Interno gotico), около 1790 – 1800 г., маслено платно върху основа, незавършена чернова
- Египетска сцена (Scena egizia), около 1797 – 1799 г., незавършено маслено платно
- 2 картини с Вътрешността на египетски храм (Interno di un tempio egizio), около 1800 г., незавършени темперни платна
- Скалисто селище (Paese con rupi), 1800 – 1805 г., незвършено маслено платно
- Стада и потоци сред безплодни скали (Greppi e balze di brulle rocce), 1800 – 1805 г., незвършено маслено платно
- Хермес завежда душата в Елисейските полета, където я чакат Арес и саркофаг (Ermes conduce un'anima ai campi Elisi dove l'attende Ares e sarcofago), 1804 г., стенна надгробна темперна картина в Монументалното гробище на Болоня
- Троянките подпалващи корабите (Le Troiane in atto di incendiare le navi), около 1805 г., маслено платно
- 2 картини на Изучаване на вълча глава (Studio di testa di lupo), около 1805 – 1810 г., маслени платна върху шперплат
- Леонид тръгва за Термопилите (Leonida di partenza per le Termopoli), около 1806 – 1807 г., незавършено маслено платно
- Фокион отхвърля 100-те таланта пратени му от Александър (Focione rifiuta i cento talenti inviatigli da Alessandro), 1806 – 1808 г., маслено платно
- Гледка към малка планинска кула (Veduta di terricciuola montana), около 1807 г., маслено платно, чернова
- Портрет на Джузепе Гуицарди в антични дрехи (Ritratto di Giuseppe Guizzardi in veste di antico), 1807 г., маслено платно
- Леонид осъжда Клеомброт (Leonida condanna Cleombroto), около 1807 – 1810 г., маслено платно, завършена чернова
- Женски портрет (Ritratto femminile), около 1807 – 1808 г., незавършено маслено платно върху дърво
- Гледка към стените на Аврелиан с пирамидата на Гай Цестий (Veduta delle mura aureliane con la piramide di Caio Cestio), около 1807 – 1810 г., маслено платно, завършена чернова
- Клоатър с хубави хълмове, езеро и малък гръцки храм (Chiostro di belle colline lago e tempietto greco), 1807 – 10 г., маслено платно, завършена чернова
- Сафо и Родопа прегърнати (Saffo e Rodope abbracciate), около 1808 г., маслено платно
- Портрет на Джузепе Гуицарди (Ritratto di Giuseppe Guizzardi), 1808 – 09 г., незавършено маслено платно
- Марий изненадан от кимбър (Mario sorpreso da Cimbro), около 1809 – 1810 г., маслено платно, незавършена чернова
- Марий в Минтурно (Mario a Minturno), 1810 г., маслено платно
- Малко камъни, принцип за изучаване на селище (Pochi sassi, principio di uno studio di paese), 1810 – 15 г., маслено платно, незавършена чернова
- Селище с кървавочервен хоризонт (Paese con orizzonte vespertino), около 1810 – 1815 г., незавършено маслено платно
- Наполеон основава Кралство Италия (Napoleone istituisce il Regno d'Italia), 1811 г., темпера върху хартия
- Портрет на Тереза Тамброни Кюти (Ritratto di Teresa Tambroni Cuty), около 1813 г., незавършено маслено платно
- Портрет на селянка (Ritratto di una forosetta), около 1813 г., маслено платно
- „Тезей и Пиритой отвличат Елена“ (1814)Тезей и Пиритой отвличат Елена (Teseo e Piritoo rapiscono Elena), около 1814 г., маслено платно, чернова за една от картините в Галерията на Тезей в Палат Торлония в Рим
- Ариадна сънува отпътуването на Тезей (Arianna che sogna la partenza di Teseo), около 1814 г., маслено платно
- Изучаване на фигурата на Скирон хвърлен от скала от Тезей (Studio per la figura di Scirone gettato da una rupe da Teseo), около 1814 г., незавършено маслено платно, чернова за Галерията на Тезей в Палат Торлония в Рим
- Тезей разпознат от баща му Егей (Teseo che viene riconosciuto dal padre Egeo), 1814 г., маслено платно, модел за една от фреските в Галерията на Тезей в Палат Торлония в Рим, разрушен през 1910 г.
- Истината гони Измамата и кара гений да разобличи Клеветата (La Verità che scaccia la Frode e fa smascherare da un genio la Calunnia), около 1814 г., маслено платно върху хартия, модел в реален размер за един от люнетите на Палат Торлония в Рим
- Ариадна дава влакно на Тезей, за да излезе от лабиринта (Arianna dà a Teseo il filo per uscire dal labirinto), 1814 г., маслено платно, модел за Галерията на Тезей в Палат Торлония в Рим, срутен през 1901 г.
- Портрет на Петроний Монтанари (Ritratto di Petronio Montanari), 1815 г., незавършено маслено платно
- Портрети на сем. Инсом (Ritratti della famiglia Insom), 1815 г., маслено платно
- Изучаване на главата на Джан Галеацо (Studio per la testa di Gian Galeazzo), 1817 – 1818 г., незавършено маслено платно
- Портрет на млада жена (Ritratto di giovane donna), 1817 – 1820 г., незавършено маслено платно
- Изучаване на главата на майор Латуада (Studio per la testa del maggiore Lattuada), 1819 г., незавършено маслено платно
- Венера възпитава Ерос (Venere educatrice di Amore), около 1820 – 24 г., маслено платно
- Изучаване на главата на зрял мъж (Studio di testa d'uomo maturo), 1822 г., акварел върху хартия, един от персонажите на картината „Пиер Капони пред Шарл VIII“ (Pier Capponi dinnanzi a Carlo VIII) от 1822 г.
- Изучаване на главата на старец нужна за Христофор Колумб (Изучаване за портрета на Андреа Визмара) (Studio di una testa di vecchio servita pel Cristoforo Colombo (Studio per il Ritratto di Andrea Vismara)), 1825 – 26 г., незавършено маслено платно
- Брегът на езерцето на градината на Дезио (Darsena del laghetto del giardino di Desio), 1828 г., маслено платно
- Диана на лов (Diana cacciatrice), около 1828 – 30 г., маслено платно, изобразяващо балерината Карлота Шабер
- Портрет на Дефенденте Саки (Ritratto di Defendente Sacchi), 1830 г., незавършено маслено платно
- Венера се ражда от черупка (Venere che nasce dalla conchiglia), 1830 – 1831 г., маслено платно
- Св. Феделе (San Fedele), около 1830 – 1833 г., незавършено темперно платно
- Портрет на маестро Азиоли (Ritratto del maestro Asioli), 1832 г., маслено платно
- Алегория на Славата и Победата (La Fama e la Vittoria), 1837 г., темперна хартия върху платно, чернова за един от декоративните панели на Залата на аудиенциите в Кралския дворец в ТориноАлегория на Известността и Славата, 1837 г.
- Изучаване на фигурата на девойка (Studio di giovinetta), 1839 г., незавършено маслено платно
- Театрални емблеми (Emblemi teatrali), около 1840 г., темпера върху хартия, закрепена на платно, проект за Замъка в Ракониджи
- Архангел Михаил побеждава демона (L'arcangelo Michele che abbatte il demonio), 1844 г., пастел върху хартия, чернова на изгубена картина за Кралския дворец в Торино
- Оромбело и Беатриче да Тенда в Замъка в Бинаско (Orombello e Beatrice di Tenda nel Castello di Binasco), около 1845 – 1850 г., маслено платно
- 4 картини за Изучаване на фигура за Триумфа на Аполон (Studio di figura per il Trionfo d'Apollo), около 1853 – 1855 г., маслено платно, незавършена чернова за Балната зала на Кралския дворец в Торино
- Кръгла декорация „Аврора и 12-те зодиакални знака“ (Aurora e i 12 segni zodiacali) за Археологическата зала на Палат Алдини Сангуинети (Palazzo Sanguinetti Aldini), дн. Музикален музей на Болоня

#### Съхранени в Бреша
- Нютон открива теорията за светлинната рефракция (Newton scopre la teoria della rifrazione della luce), 1827 г., маслено платно, в Градски музей „Санта Джулия“ (Бреша)
- Венера и Ерос (Venere e Amore), след 1825 – преди 1849 г., пак там
- Св. Мария Магдалена (Santa Maria Maddalena), 1860 г., пак там

#### Съхранени в Милано
- Портрет на нумизматика Гаетано Катанео (Ritratto del numismatico Gaetano Cattaneo), 1810 г., собственост на Академията за изящни изкуства „Брера“ (Милано), в Галерия за Модерно изкуство (GAM Milano)
- Густав Адолф, крал на Швеция получава клетва за вярност от Генералните щати към дъщеря му Кристина (Gustavo Adolfo re di Svezia prima di partire per la guerra di religione riceve dall'assemblea degli stati generali giuramento di fedeltà alla propria figlia Cristina), около 1824 г., в Център за модерно и съвременно изкуство, пак там
- Христофор Колумб на тръгване от пристанище Палос [де ла Фронтера] препоръчва децата си на отец Джовани Перез (Cristoforo Colombo in partenza dal porto di Palos raccomanda i figli a Padre Giovanni Perez), 1826 г., Пинакотека „Брера“, Милано
- Сикст V в дрехи на принц отказва да припознае сестра си и племенниците си (Sisto V rifiuta di riconoscere la sorella e i nipoti presentati in abiti principeschi), около 1826 г., Академия за изящни изкуства „Брера“ (Милано)
- Монументална архитектура в гръцко-римски стил с фигури и планински фон (Architettura monumentale in stile greco romano con figure e sfondo montuoso), около 1800 – 1824 г., в Музей „Полди Пецоли“ (Милано)
- Портрет на Кристина Аркинто Тривулцио (Ritratto di Cristina Archinto Trivulzio), 1824 г., пак там
- Портрет на Карло Курати (Ritratto di Carlo Curati), след 1823 г., в Художествените колекции на Оспедале Маджоре (Милано)
- Портрет на дон Франческо Боси (Ritratto di don Francesco Bossi), след 1822 г., пак там
- Портрет на Пиетро Латуада (Ritratto di Pietro Lattuada), след 1822 г., пак там
- Портрет на Джузепе Бриоски (Ritratto di Giuseppe Brioschi), след 1827 г., пак там
- Портрет на Луиджи Райнолди (Ritratto di Luigi Rainoldi), 1826 – 27 г., пак там
- Портрет на Анджело Май, доктор на Амброзианската библиотека (Ritratto di Angelo Maj dottore della Biblioteca Ambrosiana), след 1849 – преди 1860 г., в Пинакотека Амброзиана (Милано)

#### Съхранени на други места
- Сватбата на Ерос и Психея (Il matrimonio di Amore e Psiche), 1808 г., маслено платно, в Detroit Institute of Art
- Цезар диктува на четирима секретари (Cesare detta a quattro segretari), 1812 г., в Дворец Куиринале в Рим

- Церера покровителка на земеделието (Cerere patrona dell'agricoltura), след 1800 – преди 1824 г., в Градски музей „Ала Пондзоне“ (Кремона)
- Портрет на Николо Паганини (Ritratto del musicista Nicolò Paganini), 1815 г., Musei di Nervi, Генуа
- Портрет на граф Карло Акинто (Ritratto del conte Carlo Achinto), 1817 г., маслено платно, ГАМ Торино
- Милостинята на Николо Де' Лонгобарди (Elemosina di Nicola De' Longobardi), след 1824 – преди 1827 г., пак там
- Срещата на Шарл VIII и Джан Галеацо Сфорца в Павия (L'incontro di Carlo VIII e Gian Galeazzo Sforza a Pavia), 1822 г., колекция Брамбила (Бергамо)
- Джулиета и Ромео (Giulietta e Romeo), 1823 г.
- Св. Адалгиз дарява на канониците на Базиликата на Св. Гауденций даровете от кошницата (S. Adalgiso dona ai canonici della basilica di S. Gaudenzio i beni di Cesto), 1830 – 33 г., олтар на Св. Адалгиз в левия трансепт на Базиликата на Св. Гауденций в Новара
- Светото семейство със св. Джованино (Sacra Famiglia con San Giovannino), 1845 г., маслено платно, в Параклиса на Карл Алберт на първия етаж на Кралския дворец в Торино

#### Частни колеции
- Вергилий чете Енеида на Октавия и Август (Virgilio legge l’Eneide a Ottavia e Augusto), нач. на 19. век – преди 1806 г., маслено платно, колекции на Фондация CaRisBo, Болоня
- Орфей убит от вакханките (Orfeo ucciso dalle Baccanti), 1804 г., перо, акварел и бяло олово
- Светото семейство (Sacra famiglia), 1807 г., маслено платно, частна колекция, Болоня

- Портрет на девойка (Ritratto di fanciulla), 1807 г., маслено платно върху дъска, чернова, колекции на Фондация CaRisBo, Болоня
- Кралската съдба на инфант Фридрих II Швабски (Il destino regale di Federico II di Svevia Infante), 1810 г.
- Мъжки портрет (Ritratto virile), около 1815 г., недовършена маслена картина върху картон, колекции на Фондация CaRisBo, Болоня
- Портрет на младеж (Ritratto di giovane), около 1815 г., маслена картина върху картон, пак там
- Портрет на Франц Йосиф I Австрийски (Ritratto di Francesco I d'Austria), 1817 г., маслено платно
- Архитектурен каприз: фигури под сводовете и на стъпалата на куполен палат (An architectural capriccio: Figures in the vaults and on the steps of a domed palace), перо, разводнено мастило и гваш
- Амурчета с картуш. Проучване за декоративен фриз (Putti con cartiglio Studio per fregio decorativo), 1819 г., маслено платно
- Портрет на млад мъж (Ференц Лист ?) (Ritratto di giovane uomo), маслено платно
- Херкулес на кръстопът между Порока и Добродетелта (Hercules at the crossroads between Vice and Virtue), темперно платно
- Митологична сцена (Scena mitologica), маслено платно
- Историческа сцена (Scena storica), маслено платно
- Мадоната на Опрощението (Madonna der Verkündigung), маслена картина върху дърво
- Портрет на седнал благородник (Ritratto di nobiluomo seduto), маслено платно
- Похищението на сабинянките (Ratto delle Sabine), 1823-25 г., маслено платно
- Портрет на мъжки бюст (Portrait d'homme en buste), 1825 г., маслено платно
- Женски портрет (г-жа Верати?) (Ritratto femminile (Sig.ra Veratti?)), около 1830 – 31 г., маслено платно, колекции на Фондация CaRisBo, Болоня
- Портрет на мъж (г-н Верати?) (Ritratto virile (Sig Veratti ?)), 1831 – 32 г., маслено платно, пак там
- Ерос оковава кортеж от нимфи с гирлянди от цветя (Amore incatena un corteo di ninfe con ghirlande di fiori), около 1850 г., акварел

### Рисунки
3949 рисунки на Паладжи, както и неговият архив, дарени от него през 1861 г. на Община Болоня, се съхраняват в Кабинета на рисунките и печатните произведения (Gabinetto disegni e stampe) на Общинската библиотека на Архигимназията в Болоня (Biblioteca Comunale dell'Archiginnasio Bologna). Сред тях са:
- 2 рисунки за проекта за кенотаф на Джузепе Боси (Cenotafio Giuseppe Bossi), писалка със сиво и кафяво акварелно мастило върху бяла хартия
- Половин мъжка фигура с меч в ръка (Mezza figura virile con spada in mano), около 1802 г.
- Рисунки в египетски стил (Disegni in stile egizio)
- Портрет на Джован Батиста Мартинети (Ritratto di Giovan Battista Martinetti), 1802 г.
- Подговителна рисунка за гробницата на Луиджи Сампиери в третия двор на Болонския манастир (Disegno preparatorio per la tomba di Luigi Sampieri, collocata nel Chiostro Terzo della Certosa di Bologna)
- Проучване за погребалния паметник на Едоардо Пеполи в Третия двор на Болонския манастир (Studio del monumento funebre dedicato ad Edoardo Pepoli. Chiostro Terzo della Certosa di Bologna), писалка и кафяво мастило върху бяла хартия
- Неосъществен проект за гробница в Монументалното гробище на Болоня (Progetto per tomba Certosa di Bologna)
- Рисунка на паметник на Джироламо Болонини Аморини, загубено произведение (Monumento Girolamo Bolognini Amorini Opera perduta)
- Предварителен чертеж на пода на базиликата на Св. Гауденций в Новара (Disegno per il pavimento per la basilica di S. Gaudenzio a Novara), 1837 г.
- Предварителни чертежи за фреските с Алегориите на буквите, науките и изкуствата (Disegni prepparatori per gli affreschi raffiguranti Allegorie delle lettere, delle scienze e delle arti) за библиотеката на Кралския дворец в Торино, 1841 г.

Редица рисунки се съхраняват на други места, вкл. и в частни колекции:
- Почиващият си Херкулес (Eracle a riposo), 1798 – 99 г., червен молив, Худ. академия на Болоня
- Аполон (Apollo), 1798 – 99 г., червен молив, пак там
- Проект за неосъществен мраморен паметник на Статуята на свободата на пл. Болоня (Progetto monumento libertà), между 1796 – 1799 г., писалка и акварел на пиедестал, с голям обяснителен надпис, Музей на Рисорджименто на Болоня
- Паметник на Алфонсо Малвеци Бонфиоли, загубен (Monumento Alfonso Malvezzi Bonfioli), пак там
- Смъртта на Сократ (La morte di Socrate), около 1810 г., сиво акварелно мастило, вероятен автор, частна колекция
- Вахканлия (Baccanale), 1834 г., Торино – темперни чернови от етруски жанр, първоначално принадлежали на древната фамилия Рици от Болоня, галерия Маурицио Нобиле, Болоня
- Митологична сцена (Scena mitologica), 1834 г., Торино – темперни чернови от етруски жанр, пак там

- Архитектурна сценография (Scenografia architettonica), писалка и мастило върху хартия, пак там
- Шарл VIII с умиращия Джан Галеацо Сфорца в Павия (King Charles VIII of France with the Dying Gian Galeazzo Sforza at Pavia), графит, подчертан с бял гваш върху зелена хартия, в Музей на изкуството „Метрополитън“ Ню Йорк

- Коленичила гола мъжка фигура (Male nude kneeling), Joseph F. McCrindle Collection в Национална худ. галерия, Вашингтон
- Два купидона (Two cupids), водоустойчива черна креда, частна колекция
- Изучаване на гола мъжка фигура (Studio di nudo virile), около 1806-08 г., писалка и черно-кафяво мастило върху хартия, частна колекция
- Спящият Ендимион (The sleeping Endymion), молив върху хартия
- Поетът Проперций и Цинтия (Il poeta Properzio e Cinzia), туш и молив върху дърво, частна колекция
- Богородица с Младенеца и св. Йоан Кръстител (Maria mit dem Christuskind und dem Johannesknaben), писалка и мастило, частна колекция
- Александър, Апелес и Кампаспеа (Alexander, Apelles und Campaspe), креда, частна колекция
- Вътрешен изглед на богато украсена куполна зала (Innenansicht einer reich verzierten Kuppelhalle), молив, писалка и мастило, частна колекция
- Херкулес, предлагащ на Деянейра рога на Ахелос (Hercules presenting Dejaneira with the Horn of Achelous), писалка и акварелно мастило
- Александър и Апелес (Alexander und Apelles), рисунка с креда, частна колекция
- Кола ди Риенцо обяснява античните епиграфи на римляните (Cola di Rienzo che spiega le antiche epigrafi ai romani), 1829 г., кафяво акварелно мастило върху кафява хартия, частна колекция
- Венера и нимфите оплакват смъртта на Адонис (Venere e le Ninfe piangono la morte di Adone), молив върху хартия, частна колекция

- Венера и Адонис на лов (Venere e Adone a caccia), туш и молив върху хартия, частна колекция
- Гола мъжка фигура обърната на 3/4 (Nudo accademico maschile volto di tre quarti), частна колекция
- Паметник на Винченцо Монти (Monumenti di Vincenzo Monti), индийско мастило върху хартия, частна колекция
- Сценография на Рим в пламъци (Scenografia con Roma in fiamme), писалка и кафяво мастило, сив и охра акварел, частна колекция
- Възпитанието на Бакх (Die Erziehung des Bacchus), около 1830 г., черна, подсилена със златна креда, частна колекция
- Вътрешен изглед на богато украсено куполно помещение (Innenansicht eines reich verzierten Kuppelraumes), писалка и мастило, частна колекция
- Портрет на момиченце в половин размер (Ritratto a mezzo busto di bambina), първа половина на 19. век, полихромни тебешири върху кафява хартия, колекции на Фондация CaRisBo, Болоня
- Замък (Castello), индийско мастило върху хартия, частна колекция
- Триумф на любовта (Trionfo dell'amore), 1849 г., писалка и мастило върху хартия, частна колекция
- Диана и Актеон (Diana e Acteon), креда, частна колекция
- Древна жертвена сцена (Antike Opferszene), писалка и акварелно мастило, частна колекция
- Група жени (Gruppo di donne), 1869 г., молив, писалка, акварелно мастило върху хартия, частна колекция
- Изследване на главата на млад мъж (Studio di testa di giovane uomo), 1849 г., молив върху хартия, частна колекция
- Портрет на Франческо Теодоро Арезе и сина му (Portrait of Francesco Teodoro Arese and his son), цветна креда, частна колекция
- Бакх и Ариадна (Bacchus and Ariadne), писалка и акварелно мастило, частна колекция
- Гола мъжка фигура (Figura maschile nuda), около 1812 г., частна колекция
- Гола мъжка фигура подпираща се на пиедестал (A male nude leaning on a pedestal), черна креда, частна колекция
- Игри на амурчета (Giochi di putti), писалка и мастило върху хартия, частна колекция
- Лодката на Хирон (La barque de Charon), молив, частна колекция
- Три къпещи се жени (Tre bagnanti), молив върху хартия, частна колекция
- Пейзаж с руини (Paesaggio con rovine), мастило, частна колекция
- Древен фриз (Fregio antico), мастило, частна колекция
- Художествената академия (L'accademia di pittura), частна колекция
- Фигури (Figure (7 studies, irgr), хартия, частна колекция
- Рицар (Cavaliere), мастило, частна колекция
- Херкулес (Ercole), мастило, частна колекция
- Noli me tangere, молив, частна колекция
- Хотентоти кора пътуват (Ottentoti Korah in viaggio), мастило, частна колекция
- Паоло и Франческа (Paolo e Francesca), мастило, частна колекция
- Гении отвеждат Психея на Олимп (Genien tragen Psyche zum Olymp), мастило, частна колекция
- С помощта на боговете, служейки си с честни удоволствия, разкрасени от ученията на щастливите музи, минават часовете в крак с хармоничното движение на времето (Coll'assistenza degli dei usando dei piaceri onesti abbelliti dagli insegnamenti delle muse liete scorrono le ore a misura del moto armonico del tempo), 1839 г., чертеж – чернова за платното в Балната зала на Кралския дворец в Торино, частна колекция
- Измислена архитектура (Architettura d'invenzione), писалка и разводнено мастило върху хартия, частна колекция
- Бакх отгледан от нимфите (Bacco allevato dalle ninfe), писалка и черно-кафяво мастило върху хартия, вероятен автор
- Джузепе Розаспина – Орест преследван от фуриите (Oreste perseguitato dalle furie), гравюра по Паладжи, частна колекция
- Мауро Гандолфи – Обучението на Ерос (Educazione di Amore), гравюра по Паладжи, частна колекция

### Скулптури
- Надгробен паметник на Едоардо Пеполи в антични одежди, излегнал се над саркофаг украсен с музикални инструменти (Ritratto di Edoardo Pepoli in abiti antichi sdraiato sopra un sarcofago decorato con strumenti musicali), около 1801 г., в Манастира на Болоня (Certosa di Bologna)
- Надгробен паметник на Джироламо Болонини Аморини (Memoria per Girolamo Bolognini Amorini), 1803 г., пак там
- Надгробен паметник на Луиджи Сампиери и Мария Винченца Де Грегорио (Monumento di Luigi Sampieri e Maria Vincenza De Gregorio) (1804 г.), 7-а арка на 3-тия двор на Манастира на Болоня
- Статуи на Бакх и Церера (Statue di Bacco e Cerere) в Палат Алдини-Сангуинети, Болоня

- Бронзов паметник на Зеления граф (Monumento del Conte Verde), 1853 г., на Градския площад (Piazza di Città) на Торино
- Скулптури на Диоскурите на оградата на Кралския дворец в Торино, дело на Абондио Санджорджо по скици на Паладжи, ок. 1846 г.
- Бюст на Атина Лемния (Atena Lemnia) – копие на оригинал на Фидий от 451 – 447 г. пр. Хр., фонд Попи, Спестовна каса на Болоня – Исторически и худ. колекции (Cassa di Risparmio di Bologna – Collezioni d'Arte e Storia)
- Бронзов бюст на Винченцо Монти – дело на Абондио Санджорджо по скици на Паладжи, 1833 г., в Пинакотека „Брера“, Милано

### Други произведения
- Декорация с горски мотиви (decorazione alla boschereccia) на зала 1 на Палат Алдини-Сангуинети (Palazzo Aldini-Sanguinetti) в Болоня съвместно с Винченцо Мартинели
- Дизайн на комплект от диван, 2 фотьойла, 6 стола и дълго кресло, изработени от Габриеле Капело ок. 1835 г.; два от столовете и диванът са в Музей на изкуството „Метрополитън“ в Ню Йорк
- Ограда на Кралския дворец в Торино с главите на Медуза в центъра
- La Margaria – неоготически замък-селска къща в парка на Замъка в Ракониджи
- Етруски кабинет (Gabinetto Etrusco) в Замъка в Ракониджи
- Мебели, осъществени по чертежи на Паладжи, в Общинската библиотека на Архигимназията на Болоня
- Работи по вила Кузани Титони Траверси (Villa Cusani Tittoni Traversi) в Дезио, вкл. Кулата на Паладжи